# U型池

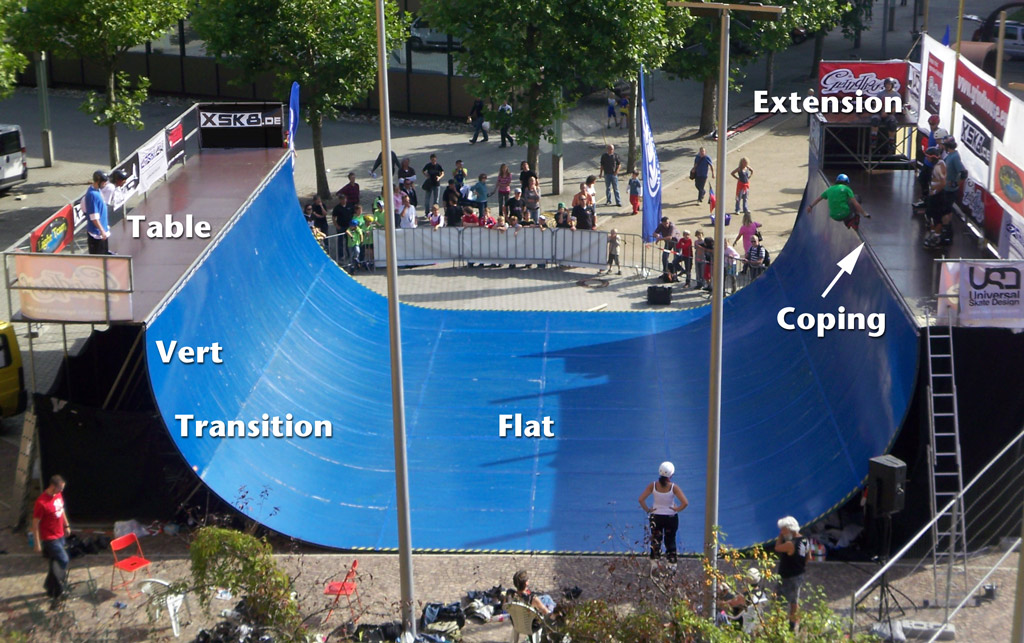
U型池

U型池是一种半管式（half-pipe）滑道，常用於滑板运动等极限运动中。U型池的小型版本称为小U池。
典型的U型池高3.0米（9.8英尺） - 4.3米（14英尺），最浅处深度为152毫米，最深处深度为914毫米。
U型池与小U池除在大小上有差异外，还有结构上的不同。U型池的赛道上部有vert这一部分，这使得滑板者可以在U型池上更轻松的腾空跃起。这是因为U型池的vert部分是竖直方向的，小U池没有vert部分，因此赛道直接向前延伸，不利於腾空。
滑板者将滑板置於U台边并滑下的方式称为“Dropping in”，这一词可以在任何赛道和极限运动，如滑板运动、极限轮滑或小轮车中使用。

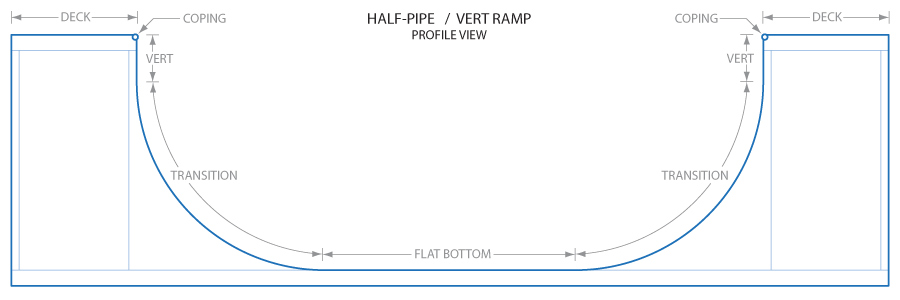
U型池图示